# Encontrados (película)
Encontrados es una película de Argentina filmada en colores dirigida por Diego Musiak sobre su propio guion  que se estrenó el 17 de diciembre de 2020 y que tuvo como actores principales a Nacho Gadano, Rocío Igarzábal y Nahuel Monasterio.

## Sinopsis
En una casona ubicada en un lugar apacible Oscar, un hombre de buena posición económica, vive solo y tiene una relación con la joven Malva. Allí llega Franco, un joven veinteañero  que luego de la muerte de su madre, desea ver a su padre biológico, a quien no ve desde doce años atrás.

## Reparto
Participaron del filme los siguientes intérpretes:
- Nacho Gadano …Oscar
- Rocío Igarzábal …Malva
- Nahuel Monasterio …Franco
- Matías Desiderio …Hugo
- Pedro Tolchinsky …Pedro
- Daiana Provenzano…Isabella

## Comentarios
Marcela Bárbaro en el sitio web subjetiva.com.ar escribió:

” 
…una película coral sobre el encuentro de tres personajes, a partir de los cuales hablará sobre la dificultad de los vínculos, la incomunicación, el concepto de familia y las apariencias sociales… Si bien el realizador no juzga a los personajes en forma directa, lo hace a través de las formas que elige para representarlos….Esas maneras de mostrarlos de forma convencional no hacen más que evidenciar una mirada sujeta a los estereotipos de clase, que sólo generan más esquematismo al relato. Encontrados parte de una buena intención al reflejar ese micromundo familiar frío y esnob al que muestra con cierta fascinación y realismo. Pero no va más allá de eso. La falta de solidez en el guion, la ausencia de un clima que acompañe el dramatismo de la historia, sumado al tratamiento lineal sobre los conflictos que quedan sobre la superficie, la terminan emparentando con lo que pretendió denunciar.” 

Gimena Meilinger opinó en el sitio we sinsubtitulos:

”… no se sabe bien qué quiso contar esta historia que tiene un poco de todo, pero más que nada, está llena de estereotipos. …Tantos planos aéreos a base de drones terminan aburriendo y ver a Rocío Igarzabal entrando y saliendo de la piscina causa lo mismo. … La premisa es muy buena pero no llega a desarrollarse de manera amena. “Encontrados” es un drama familiar con interesantes planteos sobre diversos temas con los que todos nos podemos sentir identificados, en mayor o menor medida, la pareja, la hipocresía, la familia de origen, la ausencia de un padre, la vida de opulencia en contraste con el resto de los mortales, todo en un conjunto que si bien mueve sentimientos, no llega a profundizar en nada.

El director Diego Musiak declaró a propósito del filme:

”“Me interesó como autor no juzgar a los personajes, comenta el director. Cada uno tiene su cosmovisión y aunque crean que coinciden, ninguno de ellos puede establecer una comunicación o un encuentro genuino”.